# Giáo hoàng Calixtô III
Calixtô III (Latinh: Callixtus III) là vị giáo hoàng thứ 209 của giáo hội công giáo. Theo niên giám tòa thánh năm 1806 thì ông đắc cử Giáo hoàng năm 1455 và ở ngôi Giáo hoàng trong 3 năm 3 tháng 29 ngày. Niên giám tòa thánh năm 2003 xác định ông đắc cử Giáo hoàng ngày 8 tháng 4 năm 1455, ngày khai mạc chức vụ mục tử đoàn chiên chúa là ngày 20 tháng 4 năm và ngày kết thúc triều đại của ông là ngày 6 tháng 8 năm 1458.
Giáo hoàng Callixtus III sinh tại Jativa, Tây Ban Nha ngày 31 tháng 12 năm 1378 với tên là Alonso de Borgia.
Sau khi Giáo hoàng Nicolaus V qua đời, hồng y Alonso de Borgia người Tây Ban Nha, 77 tuổi được các hồng y bầu lên ngôi Giáo hoàng. Chính sách gia đình trị của ông đã củng cố quyền lực của dòng họ Borgia.

## Vấn đề Thổ Nhĩ Kỳ
Vấn đề Thổ Nhĩ Kỳ là mối quan tâm hàng đầu của ông, ông nhắc lại việc mộ binh thánh giá nhưng Tây phương vẫn tỏ ra lạnh nhạt. 
Hai nước Đức và Pháp còn đang bất mãn về chế độ thuế khóa của Tòa thánh. Những nước chuyên về hàng hải như Venecia, chỉ nghĩ đến vấn đề thương mại với Đông phương. Chỉ có Hungari hưởng ứng, vì đang bị đe dọa trực tiếp. Tướng Hunyadi đánh tan quân xâm lăng tại trận Belgrade. Nhưng ông này mất năm đó.
Ông bị ám ảnh bởi ý tưởng chiếm lại Constantinopolis và Đất Thánh cũng như đánh bại quân Thổ Nhĩ Kỳ hiện đang là một mối hoạ nguy hiểm. Ông truyền cho cả Giáo hội ăn chay, cầu nguyện cho hòa bình, truyền khắp nơi kéo chuông vào giữa trưa hàng ngày, xuất tiền võ trang cho một đoàn tàu chiến đánh Thổ Nhĩ Kỳ. 

## Cai quản giáo hội
Ông đã đáp lại thuận lợi lời kêu gọi của mẹ bà Joan Arc và đã công bố thư cho phép phục hồi năng cách của bà này năm 1455. Ông giúp Kitô giáo phát triển tại Thuỵ Điển, Na Uy và Đan Mạch và thiết lập lễ Chúa Biến Hình.
Callixtus III không phải là người ưa thích nhân bản chủ nghĩa và văn nghệ phục hưng. Ông bị mang tiếng thiên tư bà con, khi đặt ba người cháu còn ít tuổi lên chức hồng y, trong đó có Rodrigo Borgia vốn tiếng ngang tàng, sau này là Giáo hoàng tức Alexander VI. Thái độ của Giáo hoàng Callixtus làm cho người Roma bực bội không ít.